# カノムサネーチャン
カノムサネーチャン （タイ語: ขนมเสน่ห์จันทน์  、発音 [kʰā.nǒm sā.nèː t͡ɕān] ）とは、タイで伝統的に食べられている菓子の一種。通常、丸く鮮黄色を呈する。タイでは、結婚式でよく出される。

## 語源
カノムサネーチャンの「チャン」は、後述しているように、この菓子に色や形が似ている果実「チャン」に由来する。「サネー」はタイ語で魅力を、「カノム」は菓子を意味する。

## 歴史
カノムサネーチャンの発祥に関する伝承の一つとして、次のようなものがある。
「ある若い男は、母親のためにある木から鮮黄色の果実を摘み取った。彼がその果実を夕食に食べるために持ってきたとき、その果実はどこへ行ったかわからなくなったものの、彼の家はまだその果実のにおいがした。彼は母親にこの果実を食べさせてあげたかったので、満月が出ている間に果実がなっていた木のもとへ戻った。彼が木のもとに着いたとき、そこには同じようにその果実を欲しがっている女性がいた。その女は男に、「私があなたに果物のうちのいくらかを与えたら、私の父が感謝するだろう」と言ったので、彼らはいくらかの果実を家に持ち帰った。その日から、彼は満月の夜ごとに木のもとへ行き、女性に会った。彼らは恋に落ちて結婚した。」
この伝説によると、チャンの果実は幸福と感謝をもたらすものである。

## ソース
- “Menu”. oknation.net. 2015年5月6日閲覧。 Freya. (2013, December 10)
- c. “ความหมายของขนมหวานไทย...”. GotoKnow. 2015年3月27日閲覧。 C. (2009, March 15).
- ศิรสุภรณ์ ไสยวงศ์. “ขนมเสน่ห์จันทน์”. sirasuporn.blogspot.com. 2014年11月25日閲覧。 ศิรสุภรณ์ ไสยวงศ์. (2012, August 14).